# Kolczyk

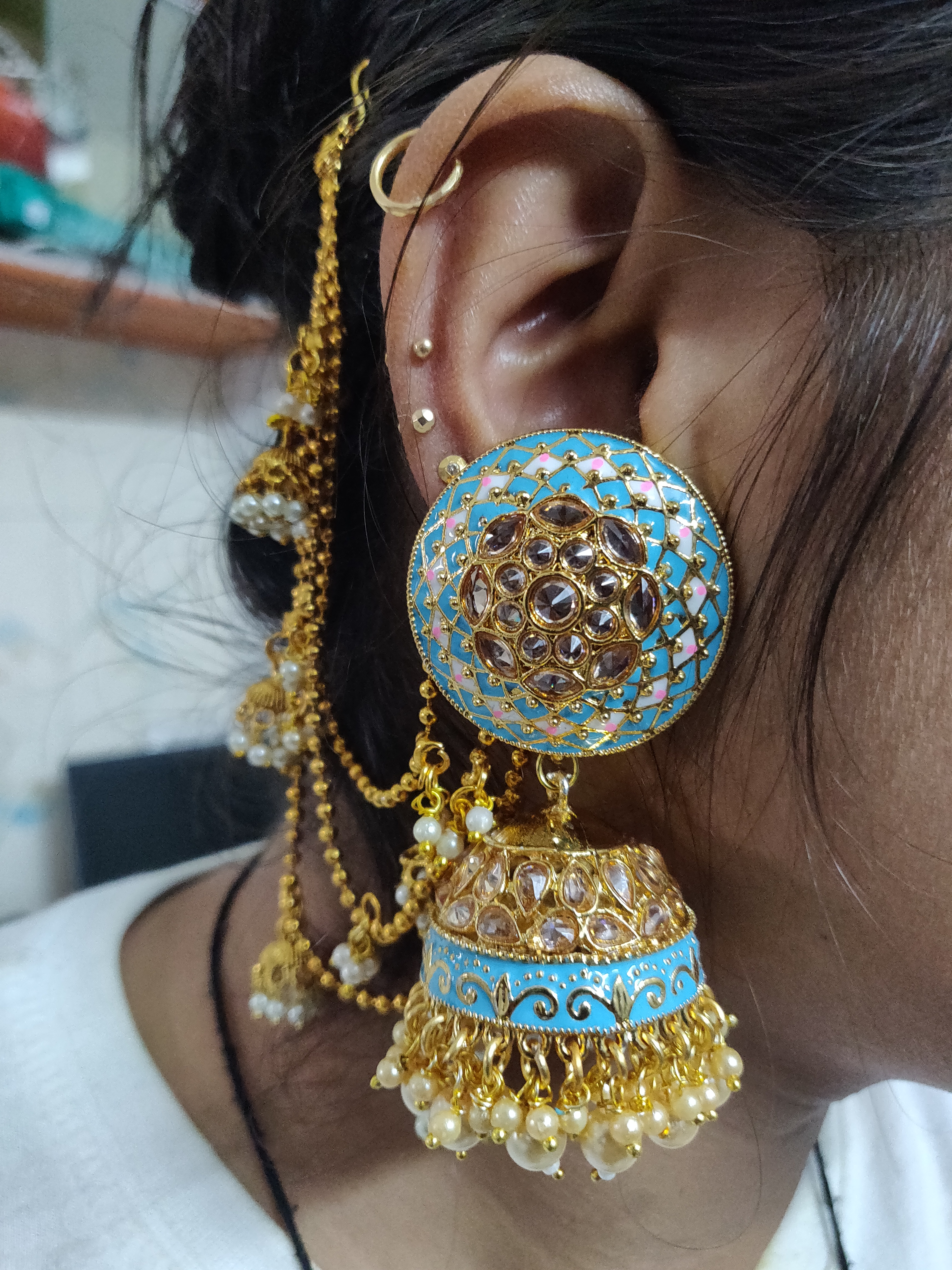
Kolczyki w uchu hinduskiej panny młodej

Kolczyk – niewielki, ozdobny przedmiot, część biżuterii noszona w małżowinie usznej (najczęściej) oraz innych miejscach ciała. Zwykle stworzony z tytanu, stali chirurgicznej, srebra, złota, PTFE lub z bioplastu; spotyka się także artystycznie robione kolczyki kościane lub drewniane. Popularne są również kolczyki zrobione z rogu bawoła azjatyckiego – Bubalus bubalis – są odpowiednikiem ludzkich paznokci czy też włosów, zawierają keratynę, przez co ciało ludzkie je akceptuje i nie wytwarza nieprzyjemnego zapachu.

## Wstęp
Kolczyki mogą być noszone przez kobiety i mężczyzn, ale aktualnie są najczęściej spotykane u kobiet. Plastikowe kolczyki z numerami identyfikującymi są używane także do znakowania zwierząt hodowlanych.

Kolczyki występowały i występują w wielu kulturach na całym świecie i pełnią w nich zróżnicowaną rolę. W czasach starożytnych kolczyki oprócz funkcji estetycznej, wskazywały na przynależność do danej kasty, czy roli sprawowanej w określonym społeczeństwie. W starożytnym Egipcie kolczyki nosili m.in. przedstawiciele kasty rządzącej np. faraonowie. Natomiast w Rzymie niewolnicy. Obecnie piercing spełnia głównie rolę estetyczną, za pomocą której ludzie chcą wpisać się we współczesne trendy, modę.

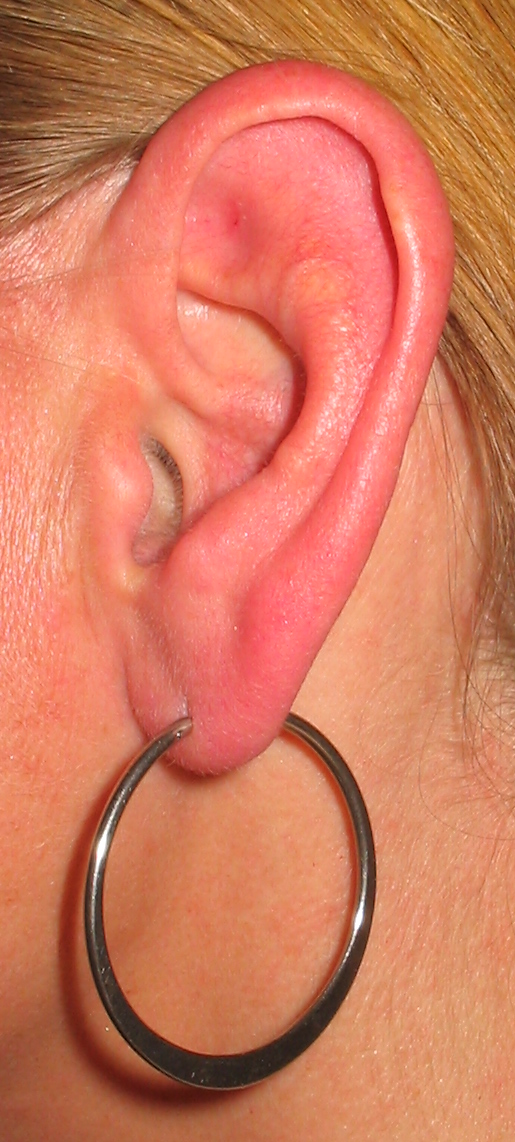
Kolczyk w uchu

Sięgając do wczesnych początków rozpowszechniania się mody na kolczyki, można zauważyć jej zalążki już w starożytności. Wtedy jednak na luksus kolczyków wykonanych ze złota lub srebra mogli sobie pozwolić jedynie bogaci mieszkańcy i dlatego też były one oznaką przynależności do danej grupy społecznej. Dla mniej zamożnych obywateli pozostawały kolczyki wykonane z ptasiego pióra lub kości zwierzęcej.
Kariera tego rodzaju biżuterii rozpoczęła się od przekłuwania uszu. Dzisiaj kolczykowanie obejmuje wszystkie części ciała, poczynając od nosa po intymne części ciała. Do najpopularniejszych miejsc kolczykowania należą: uszy, nos, pępek, język, wargi i brwi.
Proces kolczykowania i ból z tym związany jest zróżnicowany i zależy w głównej mierze od miejsca. Czas gojenia przekłutych części ciała jest zróżnicowany: od 2–3 tygodni dla przekłuć niegłębokich, do 9 miesięcy po poważniejszych przekłuciach (zależny od miejsca i rodzaju przekucia).
Coraz częściej można się natknąć na tzw. „tunele” – kolczyki, które wkłada się do ucha robiąc w nim dziurę i rozciągając skórę tak, iż robi się okrągły, szeroki otwór. Tunele mogą mieć różną średnicę – od kilku milimetrów po nawet kilka centymetrów.

## Stosunek Kościoła katolickiego do kolczykowania uszu
W XIII wieku Kościół Katolicki zabronił kolczykowania uszu, w związku z dogmatem, według którego człowiek jest stworzony na obraz Boga i w związku z tym, nikt nie ma prawa ingerować w ten obraz. Po wprowadzeniu powszechnego zakazu, uszy kolczykowali sobie tylko piraci, złodzieje oraz przedstawiciele niższych klas społecznych.

## Niekorzystne efekty noszenia kolczyków w świetle badań naukowych
Do najczęstszych powikłań związanych z noszeniem kolczyków zalicza się:
- stan zapalny
- bliznowce
- alergia (np. nikiel, złoto, srebro)
- utratę tkanki pod wpływem zerwania
- rozczłonkowanie płatków uszu

Wśród dzisiejszego społeczeństwa tradycyjne kolczyki są codziennym elementem u ludzi, którzy przekłuli sobie wcześniej płatki uszu. Niemniej przekłute uszy stanowią pewne ryzyko zdrowotne, w miejscu przekłucia może bowiem dojść do infekcji lub rozerwania płatka ucha w razie nieumyślnego zaczepienia kolczyka o inny przedmiot.
(ang. Pierced earrings are commonplace in today’s society for people who have pierced ears. Pierced ears, however, present some health hazards including infection and tearing of the earlobe if the earring should be accidentally snagged.)

Zarejestrowano zależność pomiędzy wczesnym przekłuwaniem uszu u dziewczynek, a występującym później rozwojem alergii.
Według prof. Ewy Czarnobilskiej (kierownik zespołu prowadzącego badania) główną przyczyną występowania odczynu alergicznego wymienianą przez alergologów jest obecność niklu jako składnika stopów do produkcji kolczyków – przy czym nieistotny jest deklarowany przez producenta rodzaj metalu, z jakiego wykonana jest biżuteria, gdyż nikiel jest standardowym składnikiem.
Objawy alergii widoczne są w postaci wyprysków skórnych. Objaw ten jest często tłumaczony alergią pokarmową (np. na mleko), tymczasem przyczyna leży w kontakcie kolczyka (jonów niklu) z układem immunologicznym.
Ciekawym jest fakt, iż zaprzestanie noszenia kolczyków przez dziecko nie skutkuje zniknięciem objawów alergii. Układ immunologiczny zapamiętuje obecność jonów niklowych, które przez pewien okres życia występowały we krwi i limfie człowieka. Mimo zaprzestania noszenia kolczyków u dziecka może występować reakcja alergiczna na:
- metalowe części garderoby
- aparaty ortodontyczne
- protezy dentystyczne
- płytki ortopedyczne
- potrawy gotowane w garnkach z dodatkiem niklu
- margarynę (nikiel jest katalizatorem uwodorniającym tłuszcze nienasycone)
- monety (w szczególności jednozłotowe)
- czekoladę
- orzechy
- warzywa strączkowe
- wino
- piwo.

W świetle badań alergologicznych na próbie 428 uczniów w wieku 7–8 i 16–17 lat stwierdzono, że:
- u 30% badanych wystąpiła alergia na nikiel
- alergia występowała częściej u dziewcząt, które miały założone kolczyki we wczesnym dzieciństwie.

Innymi objawami alergii na nikiel są:
- nawracające infekcje
- ataki astmy
- przewlekłe zapalenie krtani.